# 命の旅路
『命の旅路』（いのちのたびじ）は、TBS系列「ドラマ30」枠にて1992年11月30日〜1993年1月29日に放送された昼ドラマである。毎日放送（MBS）制作。全40話。

## キャスト
- 萩尾みどり
- 奥村公延
- 高田敏江
- 光岡湧太郎
- ひがし由貴
- 木田三千雄

## スタッフ
- 脚本 - 長瀬未代子
- プロデューサー - 池田徹朗(MBS企画)、丸谷嘉彦
- 演出 - 池田徹朗（MBS企画）、江上官
- 制作 - 毎日放送、MBS企画
- 制作協力 - 松竹芸能

## 主題歌
- 「蜩-ひぐらし-」（歌：長山洋子）
  - 作詞：仁井谷俊也 / 作曲：徳久広司 / 編曲：前田俊明